# أندي كينغ (لاعب مواليد 1988)
أندي كينغ (بالإنجليزية: Andy King) مواليد 29 أكتوبر 1988 في إنجلترا، هو لاعب كرة قدم إنجليزي يلعب مع ليستر سيتي كلاعب وسط. مثّل منتخب إنجلترا لكرة القدم.

## مرحلة الشباب

### أندية لعب لها
- تشيلسي
- ليستر سيتي

## المسيرة الاحترافية

### أندية لعب لها
- ليستر سيتي

## روابط خارجية
- أندي كينغ على موقع الاتحاد الأوربي (الإنجليزية)
- أندي كينغ على موقع قاعدة بيانات كرة القدم.إي يو (الإنجليزية)
- أندي كينغ على موقع ناشيونال فوتبول تيمز (الإنجليزية)
- أندي كينغ على موقع Soccerbase.com (لاعب) (الإنجليزية)
- أندي كينغ على موقع Soccerway.com (الإنجليزية)
- أندي كينغ على موقع عالم كرة القدم.نت (الإنجليزية)